# عبد الرحمن بن السكري
عبد الرحمن بن عبد العلي بن السكري يعرف بـابن السكري، أو عماد الدين بن السكري عالم مسلم، قاض، وفقيه، تولى منصب «قاضي القضاة» في القاهرة بمصر. ولد سنة ثلاث وعشرين وخمسمائة هجرية، وتوفي بعد العشرين وستمائة.

## وفاته
قال تاج الدين السبكي: «وسمعت الوالد رحمه الله يقول توفي القاضي عماد الدين بعد العشرين وستمائة. قلت وكان في ثامن عشر أو تاسع عشر شوال سنة أربع وعشرين وستمائة.»
قال النويري: «وفيها، توفي القاضي الخطيب، فخر الدين عبد العزيز ابن قاضي القضاة عماد الدين عبد الرحمن بن السكري. وكانت وفاته بالمدرسة المعروفة بمنازل العز بمصر، في رابع عشرين شوال. ومولده في سنة أربع وستمائة، رحمه الله تعالى.» وهو ممن أخذ الحديث بالرواية عن الإمام الرافعي.